# Jan Jetse Bol
Jan Jetse Bol M.S.C. (Santpoort, 17 november 1943) is een Nederlands priester van het bisdom Rotterdam en tekstdichter.

## Loopbaan
Jan Jetse Bol begon zijn priesteropleiding aan het kleinseminarie in Driehuis Velsen. Hij studeerde filosofie en theologie aan de toenmalige Katholieke Hogeschool Tilburg en het grootseminarie in Stein. Hij begon in 1963 aan de noviciaatstijd in Berg en Dal en behoort tot de Franse kloosterorde Missionarissen van het Heilig Hart waar hij in 1964 zijn geloften deed. Van 1971 tot 1976 was hij jongerenpastor in Scheveningen. Hij was na zijn priesterwijding in 1976 achtereenvolgens pastoor in Scheveningen, Rijswijk en Leiden. In 1992 werd hij benoemd tot pastoor van de parochies in de binnenstad van Leiden, waaronder de Heilige Lodewijkkerk, de Hartebrugkerk en de Sint-Josephkerk. Daarnaast was hij ook jongerenpastor. In 2001 werd hij pastoor in de St. Liduinabasiliek en de Heilig Hartkerk in Schiedam en werd in 2011 gekozen tot provinciaal-overste van de Missionarissen van het Heilig Hart in Nederland. Hij schreef tevens kerkliederen en was redacteur van het kindertijdschrift Werkcahiers voor vieringen met kinderen. In 1975 bracht hij samen met Jan Raas de lp Alle kinderen tellen mee uit met liedjes die werden ingezongen door een Henk van der Velde's Kinderkoor. In november 2023 werd hij getroffen door een hersenbloeding. Hij woont momenteel in zorgcentrum Notre Dame (Bethanië) in Tilburg.

## Kerkliederen
- Als alle mensen vogels dromen
- Stil is de straat
- Dode stenen kunnen zingen
- Waarom geeft hij zijn leven
- Soms gaat er iets verloren
- Kom je uit het graf vandaan
- Loop je tegen muren op
- Jij zet ons in beweging
- Heb je al gehoord, dat de vogeltjes fluiten

- Nederlandse Thesaurus van Auteursnamen: 073022381
- Virtual International Authority File: 285532904